# Otto Gumprecht
Otto Gumprecht, född 1823, död 1900, var en tysk musikskriftställare.
Gumprecht blev 1849 musikkritiker vid "Nationalzeitung" i Berlin. Gumprecht utgav sina kritiker och uppsatser i samlingarna Musikalische Charakterbilder (1869, ny samling 1876), Richard Wagner und sein Bühnenfestspiel "Der Ring des Nibelungen" (1873), Unsere klassischen Meister (2 band, 1883–1885) samt Neuere Meister (2 band, 1883). 